# Imprint
Ett imprint (efter engelskans ord för 'avtryck'), ibland förlagsetikett, impressum eller underförlag, är i bokbranschen ett varumärke som skiljer sig från förlagets eller förlagskoncernens egentliga namn. Det brukas bland annat för en viss typ av förlagets utgivning, ofta inriktad mot en viss målgrupp eller med böcker inom en viss genre.
Inom bokhandeln hanteras en förlagsetikett som ett separat bokförlag. Imprintförlag fyller ett syfte inom marknadsföringen mot bokhandeln och slutkunderna. Det överordnade förlaget brukar anges i bokens impressum (på titelsidan eller dess baksida).
Bokbranschens imprintförlag förhåller sig till bokförlag på samma sätt som skivmärken förhåller sig till skivbolag eller bilmärken till bilbranschens företagsjättar (som General Motors och Fordkoncernen). 
Imprintförlag uppstår, liksom skivmärken och bilmärken, huvudsakligen på två sätt. Antingen sker det genom att gamla inarbetade förlagsnamn lever vidare som förlagsetiketter efter en företagssammanslagning; alternativt grundas nya imprintförlag när ett förlag vill marknadsföra sig inom en ny litterär genre eller mot en ny kundgrupp. Bokbranschen har under den senare fjärdedelen av 1900-talet karaktäriserats av många uppköp och sammanslagningar.
Den engelska termen imprint kan också avse en tryckning eller upplaga av en bok.